# Джепт
Джепт — река в России, течёт по территории Сыктывдинского и Сысольского районов Республики Коми. Устье реки находится на высоте 108 м над уровнем моря в 54 км по правому берегу реки Поинга. Длина реки составляет 14 км. Площадь водосборного бассейна — 72,9 км².

## Данные водного реестра
По данным государственного водного реестра России относится к Двинско-Печорскому бассейновому округу, водохозяйственный участок реки — Вычегда от истока до города Сыктывкар, речной подбассейн реки — Вычегда. Речной бассейн реки — Северная Двина.
Код объекта в государственном водном реестре — 03020200112103000019829.